# Perulibatrachus aquilonarius
Perulibatrachus aquilonarius är en fiskart som beskrevs av Greenfield 2005. Perulibatrachus aquilonarius ingår i släktet Perulibatrachus och familjen paddfiskar. Inga underarter finns listade i Catalogue of Life.